# Kamienna (osada w województwie kujawsko-pomorskim)
Kamienna – osada w Polsce położona w województwie kujawsko-pomorskim, w powiecie włocławskim, w gminie Lubień Kujawski.
W latach 1975–1998 miejscowość administracyjnie należała do województwa włocławskiego.